# NGC 4631
Az NGC 4631 (más néven Caldwell 32,  Arp 281, vagy Bálna-galaxis) egy éléről látszódó spirálgalaxis a Canes Venatici (Vadászebek) csillagképben.

## Felfedezése
A galaxist William Herschel fedezte fel 1787-ben.

## Tudományos adatok
Az NGC 7331 a Halton Arp által szerkesztett különleges galaxisok atlaszában is szerepel a 281-es szám alatt, a Galaxisok bezuhanással és vonzással kategóriában, mivel egy elliptikus törpegalaxis kísérővel rendelkezik, az NGC 4627-el.
A galaxis 606 km/s sebességgel távolodik tőlünk.